# Ramphocelus bresilius
La tangara brasileña, fueguero escarlata (en Argentina) o sangretoro brasileño (Ramphocelus bresilius), es una especie de ave paseriforme de la familia Thraupidae, perteneciente al  género Ramphocelus. Es endémica de la región costera del este de Brasil y una población aislada en el extremo noreste de Argentina.

## Distribución y hábitat
Se distribuye por una larga faja costera desde el noreste (Rio Grande do Norte) hasta el sur de Brasil (Santa Catarina). Aparentemente ha expandido su territorio localmente hacia algunas localidades más al interior. Existe una población en la provincia de Misiones en el extremo noreste de Argentina.
Esta especie es bastante común en sus hábitats naturales, las restingas o cordones litorales del Atlántico, incluyendo también los bosques húmedos, bosques antiguos muy degradados y matorrales secos, tropicales o subtropicales, de tierras bajas, principalmente por debajo de los 400 m de altitud, pero llegando hasta los 800 m.
Frugívoro, es fácil de encontrar en su bioma natural, donde haya suficientes alimentos disponibles. Tiende a comportarse de manera agresiva hacia otras especies de aves al reclamar la comida. Puede aparecer en las ciudades y se le ve en las inmediaciones del cerro Pan de Azúcar en Río de Janeiro o en la Pista Cláudio Coutinho, que bordea el parque, en la base de la montaña.

## Descripción
En promedio mide 19 cm de longitud y pesa 31 g. Presenta dimorfismo sexual notorio. El plumaje del macho es rojo vivo. Parte de las alas y de la cola son negras. El plumaje de la hembra es menos vistoso, de color pardo en las partes superiores y castaño rojizo en las inferiores. El macho tiene una callosidad blanca brillante en la base de la mandíbula.

## Reproducción

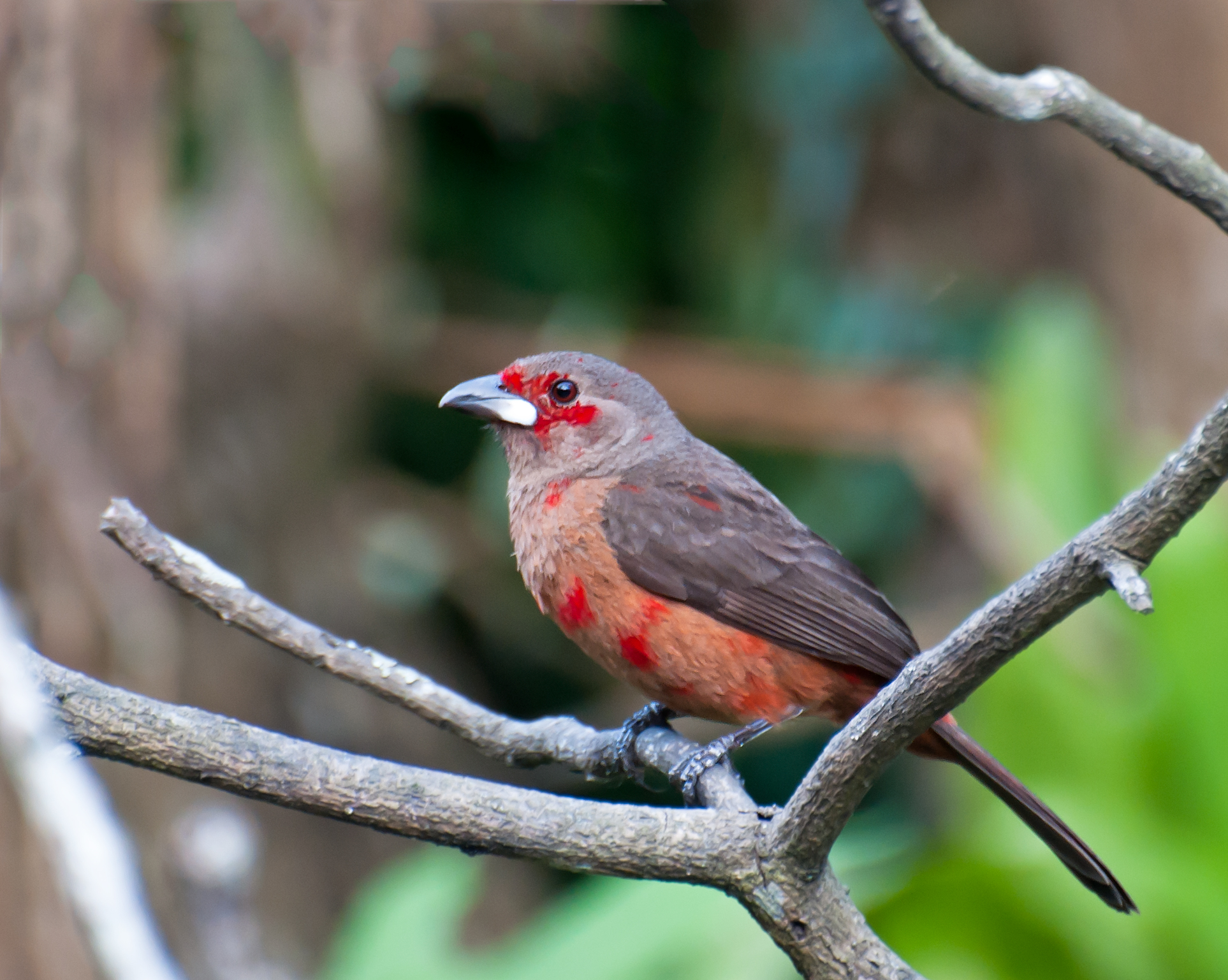
Ejemplar macho juvenil.

Llega a la madurez sexual a los 12 meses, aunque el macho sólo adquiere un año después su atractivo plumaje. Se reproduce en primavera y verano. Construye un nido en forma de cuenco, oculto entre el follaje, en el que la hembra pone dos tres huevos de color azul verdoso, con manchas negras. La incubación dura 13 días y las crías se independizan después de 35 días de la eclosión de los huevos.

## Sistemática

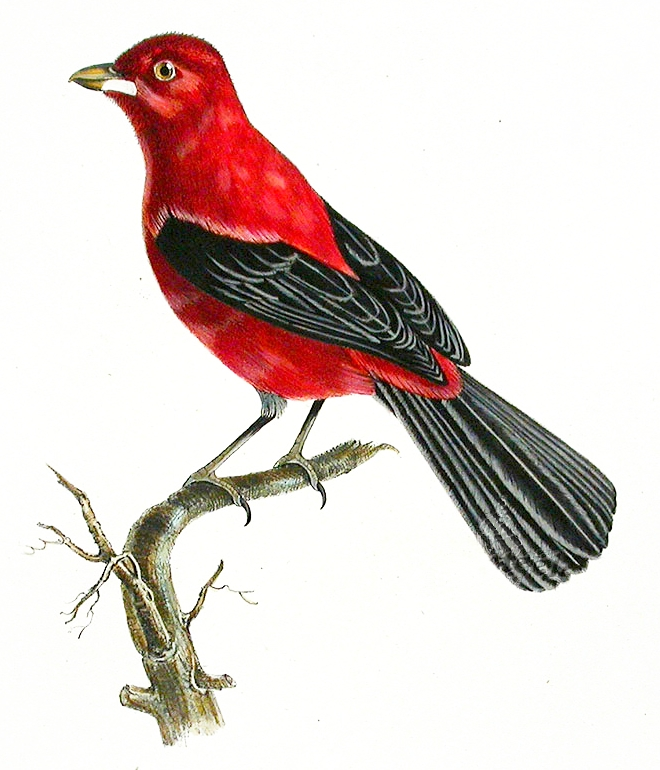
Ramphocelus bresilius (macho), ilustración en Vieillot La Galerie des oiseaux, 1802.

### Descripción original
La especie R. bresilius fue descrita por primera vez por el naturalista sueco Carlos Linneo en 1766 bajo el nombre científico Tanagra bresilia; su localidad tipo es: «in India Occidentali et Orientali; error = Pernambuco, este de Brasil.»

### Etimología
El nombre genérico masculino «Ramphocelus» se compone de las palabras del griego «rhamphos»: pico, y «koilos»: cóncavo; significando «de pico cóncavo»; y el nombre de la especie «bresilius», se refiere a la localidad de residencia: Brasil.

### Taxonomía
Algunos autores y clasificaciones, con base en un estudio de Schodde & Bock (2016), sostienen que el epíteto original bresilia es invariable y no sigue el género masculino, y adoptan el nombre Ramphocelus bresilia.

### Subespecies
Según las clasificaciones del Congreso Ornitológico Internacional (IOC) y Clements Checklist/eBird v.2019 se reconocen dos subespecies, con su correspondiente distribución geográfica:
- Ramphocelus bresilius bresilius (Linnaeus), 1766 – noreste de Brasil, al sur hasta Bahía.
- Ramphocelus bresilius dorsalis P.L. Sclater, 1855 – sureste de Brasil (desde Minas Gerais y Espírito Santo hasta Santa Catarina). Misiones (Argentina)[7]